# Villeneuve-la-Dondagre
Villeneuve-la-Dondagre é uma comuna francesa na região administrativa de Borgonha-Franco-Condado, no departamento de Yonne. Estende-se por uma área de 14,17 km². Em 2010 a comuna tinha 311 habitantes (densidade: 21,9 hab./km²).